# WWE No Mercy
No Mercy és un esdeveniment anual de pagament per visió (PPV) produït per l'empresa de lluita lliure professional World Wrestling Entertainment (WWE) cada mes d'octubre (des de la seva segona edició). El primer No Mercy va ser celebrat el maig del 1999 a Manchester, Regne Unit, el següent només cinc mesos més tard. Entre el 2003 i el 2006 era un PPV amb l'exlusiva participació de la marca SmackDown!. Encara que la WWE habitualment agafa cançons no pròpies pels seus pagaments per visió, per aquest show en va compondre una, titulada com l'esdeveniment, "No Mercy". Aquesta cançó va debutar a l'edició del 2002, i des de llavors s'han fet diverses versions on fins i tot s'ha arribat a canviar la lirica, els vocalistes i els instruments musicals.
El 2009 s'anuncià l'existència d'un nou esdeveniment anomenat Hell in a Cell. El que encara no és clar és si aquest nou esdeveniment substituirà l'actual No Mercy o si no el continuarà en cap aspecte i serà un de totalment nou.

## Dates i llocs
| Esdeveniment    | Data              | Ciutat                       | Lloc                          |
| --------------- | ----------------- | ---------------------------- | ----------------------------- |
| No Mercy (UK)   | 16 maig, 1999     | Manchester, Anglaterra       | Manchester Evening News Arena |
| No Mercy (1999) | 17 octubre, 1999  | Cleveland, Ohio              | Gund Arena                    |
| No Mercy (2000) | 22 octubre, 2000  | Albany, Nova York            | Pepsi Arena                   |
| No Mercy (2001) | 21 octubre, 2001  | Saint Louis, Missouri        | Savvis Center                 |
| No Mercy (2002) | 20 octubre, 2002  | North Little Rock, Arkansas  | Alltel Arena                  |
| No Mercy (2003) | 19 octubre, 2003  | Baltimore, Maryland          | 1st Mariner Arena             |
| No Mercy (2004) | 3 octubre, 2004   | East Rutherford, Nova Jersey | Continental Airlines Arena    |
| No Mercy (2005) | 9 octubre, 2005   | Houston, Texas               | Toyota Center                 |
| No Mercy (2006) | 8 octubre, 2006   | Raleigh, Carolina del Nord   | RBC Center                    |
| No Mercy (2007) | 7 octubre, 2007   | Rosemont, Illinois           | Allstate Arena                |
| No Mercy (2008) | 5 octubre, 2008   | Portland, Oregon             | Rose Garden                   |
| No Mercy (2016) | 9 octubre, 2016   | Sacramento, Califòrnia       | Golden 1 Center               |
| No Mercy (2017) | 24 setembre, 2017 | Los Angeles, Califòrnia      | Staples Center                |